# Drymonia anisophylla
Drymonia anisophylla är en tvåhjärtbladig växtart som beskrevs av L.E. Skog och L.P. Kvist. Drymonia anisophylla ingår i släktet Drymonia och familjen Gesneriaceae. Inga underarter finns listade i Catalogue of Life.